# رود رييس
رود رييس هو صحفي وسكرتير صحفي فلبيني، ولد في 23 يوليو 1935 في مانيلا في الفلبين، وتوفي في 14 أبريل 2016 في مونتنلوبا في الفلبين.